# 友情 (小説)
『友情』（ゆうじょう）は、武者小路実篤による初期の小説。1919年10月16日から12月11日に『大阪毎日新聞』に掲載されたのが初出で、1920年4月には以文社より単行本が刊行された。

## 背景
本作執筆当時作者は、すでにいくつかの小説および戯曲によって文壇に確固たる地位を得ており、その一方で建設が進んでいた新しき村に移り住み、そこで執筆を行っていた。1920年に単行本が重版されたのに伴って作者は「この小説は実は新しき村の若い人たちが今後、結婚したり失恋したりすると思うので両方を祝したく、また力を与えたく思ってかき出した」と述べている。

## あらすじ
新進脚本家の野島は、作家の大宮と尊敬しあい、仕事に磨きをかけている。大宮の方が先に評価を得ていたが、大宮はいつも野島を尊敬し、勇気づけてくれる。
ある日、野島は友人の仲田の妹・杉子に恋をする。かたい友情で結ばれた大宮に包み隠さず打ち明けると、やはり大宮は親身になってくれた。野島が杉子会いたさに仲田の家へ大宮と連れだって行くと、杉子はいつでも自分たちに無邪気な笑顔を向けてくる。野島は、杉子に大切にされている感覚を覚えた。しかし、大宮は杉子にはいつも冷淡だった。
突然、大宮が「ヨーロッパに旅立つ」と野島に告げる。野島は友人と別れる寂しさと杉子を一人占めできる安心感とに悩む。それ以来、杉子とはあまり遊ばなくなる。
野島は大宮が西洋へ旅立って約1年後、思い切って杉子へプロポーズをしたが、断られた。さらに1年程後、杉子は突如ヨーロッパへ旅立ち、その後、大宮から野島へ一通のへんな手紙が届く。そこには「自分の書いた小説を見てくれればわかる」とあった。その小説は、杉子が大宮へ抱き続けていた恋心と、大宮の思いを明かす内容だった。それを読んだ野島は、大宮に贈られ大事にしていたベートーヴェンのデスマスクを叩き割り、大宮に決別と「仕事の上で決闘しよう」と返事を書く。「神よ、救ってくれ。」

## 登場人物
- 野島・・・『友情』の主人公であり、23歳の脚本家。仲田の妹・杉子に恋している。親友の大宮に大変深い友情を感じている。
- 大宮・・・野島の友人であり、一番の親友。26歳の脚本家で、世間に認められている。密かに杉子に心を寄せるが、野島との友情を思い葛藤する。
- 杉子・・・仲田の妹であり、学校に通う16歳。野島を生理的に嫌っており、大宮に思いを寄せる。
- 仲田・・・杉子の兄であり、法科生。野島の友達で、無遠慮にものが言える相手。社会情勢のことや恋愛観について野島と話すが、恋愛観においては意見が異なる。まだ若い妹の結婚に反対しており、妹への結婚の申し込みに辟易している。
- 村岡・・・早川の親友。帝劇で公演されるような脚本を書ける力をもつ脚本家。27、8歳。
- 一高の生徒・・・仲田の家で開催されたピンポン大会でずぬけた才能をみせる。村岡を崇拝している。
- 早川・・・仲田の友人であり、運動家。野島とは、仲田の家で2、3度会っている。野島と「神があるなしの議論」で激論を交わす。
- 武子・・・大宮の従妹。大宮を崇拝し、兄と呼ぶ。杉子と友人である。感情家で思ったことはなんでも言う、我儘で勝気な性格。下篇において、杉子に大宮の居場所を教える。
- 野島の母・・・本当に野島のことを心配してくれる。
- 野島の妹・・・運命が許した最も良き人を選び結婚する。夫とともに海外にいる。
- 大宮の母・・・武子と一緒に大宮と野島のいる別荘を訪ねる。
- 大宮の父・・・大宮が文学の道を決意したことを知り、議論になり勘当しようとした。
- 大宮の姉・・・母の勧めで結婚するが、夫からしつこく求められ続け、肺を悪くして亡くなってしまう。
- 仲田の母・・・４５、４６歳。愛想が良く、実年齢より若く見える。
- 仲田の父・・・無口な性質。
- 武子の父・・・有名な政治家。武子、妻とともに横浜まで大宮の西洋行きを見送る。
- 武子の母・・・武子、夫とともに横浜まで大宮の西洋行きを見送る。
- 杉子に手紙を出した男・・・文土の卵。自分の誕生日に、３ヵ月ぶりに杉子を見かけたことに運命を感じ、再度杉子に結婚の申し込みをする。